# سرخرگ عمقی بازو
سرخرگ عمقی بازو (انگلیسی: Deep artery of arm) سرخرگ بزرگی است که از قسمت خارجی و خلفی سرخرگ بازویی، پایین‌تر از کنار تحتانی ماهیچه گرد بزرگ جدا می‌شود.